# Turn-Europameisterschaften 2014
| 31. Turn-Europameisterschaften der Männer 30. Turn-Europameisterschaften der Frauen | 31. Turn-Europameisterschaften der Männer 30. Turn-Europameisterschaften der Frauen |
| ----------------------------------------------------------------------------------- | ----------------------------------------------------------------------------------- |
|                                                                                     |                                                                                     |
| Veranstaltungsort                                                                   | Sofia (Bulgarien)                                                                   |
| Teilnehmende Länder                                                                 | 40                                                                                  |
| Teilnehmende Athleten                                                               | 313                                                                                 |
| Wettbewerbe                                                                         | 12                                                                                  |
| Eröffnung                                                                           | 14. Mai 2014                                                                        |
| Abschluss                                                                           | 25. Mai 2014                                                                        |
| Chronik                                                                             |                                                                                     |
| ← Turn-EM 2012                                                                      | Turn-EM 2016 →                                                                      |

Die 31. Turn-Europameisterschaften der Männer und die 30. Turn-Europameisterschaften der Frauen fanden vom 14. bis 25. Mai 2014 in Sofia statt. Veranstaltungsort war die 12.470 Zuschauer fassende Armeec-Arena.
Zunächst ermittelten die Frauen vom 15. bis 18. Mai ihre Titelträger, vom 21. bis 25. Mai wurden die Wettkämpfe der Männer ausgetragen. Die bulgarische Hauptstadt richtete nach den Turn-Europameisterschaften der Frauen 1965 zum zweiten Mal die kontinentalen Titelkämpfe aus.
Erfolgreichste Nation wurde Russland mit insgesamt zehn Medaillen und fünf Titeln. Erfolgreichster Athlet war Denis Abljasin mit vier Goldmedaillen. Bei den Frauen gewann die Rumänin Larisa Iordache mit zwei Gold-, einer Silber- und einer Bronzemedaille die meisten Medaillen.

## Teilnehmer
Je Land konnten 5 Männer und 5 Frauen an den Start gehen. Es nahmen an den Wettkämpfen 313 Sportler (173 Männer, 140 Frauen) aus 40 Ländern teil.
Teilnehmende Länder mit Zahl der Aktiven (Männer/Frauen):
| - Armenien (4/-) - Aserbaidschan (2/4) - Belgien (5/5) - Bulgarien (5/4) - Dänemark (5/5) - Deutschland (5/5) - Finnland (5/1) - Frankreich (5/5) - Georgien (4/1) - Griechenland (5/5) - Irland (5/5) - Island (5/5) - Israel (2/1) - Italien (5/5) | - Kroatien (5/5) - Lettland (5/5) - Litauen (4/1) - Luxemburg (-/1) - Nordmazedonien (1/-) - Monaco (1/-) - Niederlande (5/5) - Norwegen (5/5) - Österreich (5/5) - Polen (5/5) - Portugal (5/2) - Rumänien (5/5) - Russland (5/5) | - Schweden (5/5) - Schweiz (5/5) - Serbien (5/1) - Slowakei (3/1) - Slowenien (5/2) - Spanien (5/5) - Tschechien (4/4) - Türkei (5/2) - Ukraine (5/5) - Ungarn (5/5) - Vereinigtes Königreich (5/5) - Belarus (5/5) - Zypern (3/1) |

### Deutsche Mannschaft
- Frauen: Cagla Akyol, Janine Berger, Kim Bui, Pauline Schäfer, Sophie Scheder
- Männer: Andreas Bretschneider, Fabian Hambüchen, Sebastian Krimmer, Marcel Nguyen, Andreas Toba

### Schweizerische Mannschaft
- Frauen: Ilaria Käslin, Nadia Mülhauser, Laura Schulte, Stefanie Siegenthaler, Giulia Steingruber
- Männer: Claudio Capelli, Oliver Hegi, Michael Meier, Simon Nuetzi, Eddy Yusof

### Österreichische Mannschaft
- Frauen: Katharina Fa, Hanna Grosch, Elisa Hämmerle, Olivia Jochum, Jasmin Mader
- Männer: Marco Baldauf, Michael Fussenegger, Lukas Kranzlmüller, Severin Kranzlmüller, Matthias Schwab

## Ergebnisse

### Mehrkampf Mannschaft
| Rang | Nation                 | Athleten                                                                                  | Punkte  |
| ---- | ---------------------- | ----------------------------------------------------------------------------------------- | ------- |
|      | Russland               | Denis Abljasin Alexander Balandin Dawid Beljawski Nikita Ignatjew Mykola Kuksenkow        | 267.959 |
|      | Vereinigtes Königreich | Daniel Keatings Sam Oldham Daniel Purvis Kristian Thomas Max Whitlock                     | 265.953 |
|      | Ukraine                | Volodymyr Okachev Ihor Radiwilow Maksym Semjankiw Andrii Sienchkin Oleh Wernjajew         | 262.087 |
| 4    | Deutschland            | Andreas Bretschneider Fabian Hambüchen Sebastian Krimmer Marcel Nguyen Andreas Toba       | 260.711 |
| 5    | Frankreich             | Samir Aït Saïd Kevin Antoniotti Hamilton Sabot Cyril Tommasone Arnaud Willig              | 258.892 |
| 6    | Niederlande            | Bart Deurloo Casimir Schmidt Yuri van Gelder Jeffrey Wammes Epke Zonderland               | 256.979 |
| 7    | Rumänien               | Christian Bataga Marius Berbecar Andrei Muntean Ioan Nistor Andrei Ursache                | 252.779 |
| 8    | Belarus                | Dzmitry Barkalau Pavel Bulauski Andrej Lichawizki Vasili Mikhalitsyn Aliaksandr Tsarevich | 252.672 |

| Rang | Nation                 | Athleten                                                                                                | Punkte  |
| ---- | ---------------------- | --- | ------- |
|      | Rumänien               | Diana Bulimar Larisa Iordache Andreea Munteanu Ștefania Stănilă Silvia Zarzu                            | 172.754 |
|      | Vereinigtes Königreich | Rebecca Downie Claudia Fragapane Ruby Harrold Rebecca Tunney Hannah Whelan                              | 170.663 |
|      | Russland               | Marija Charenkowa Alija Mustafina Anna Rodionova Alla Sosnitskaya Darja Spiridonowa                     | 169.329 |
| 4    | Deutschland            | Cagla Akyol Janine Berger Kim Bui Pauline Schäfer Sophie Scheder                                        | 166.796 |
| 5    | Italien                | Giorgia Campana Erika Fasana Vanessa Ferrari Elisa Meneghini Martina Rizzelli                           | 161.488 |
| 6    | Spanien                | Claudia Colom Martin Laura Gamell Villa Ana Perez Compos Cintia Rodriguez Rodriguez Roxana Popa Nedelcu | 160.921 |
| 7    | Belgien                | Dorien Motten Gaelle Mys Lisa Verschueren Lin Versonnen Laura Waem                                      | 160.728 |
| 8    | Schweiz                | Ilaria Käslin Nadia Muelhauser Laura Schulte Stefani Siegenthaler Giulia Steingruber                    | 160.397 |

### Gerätefinals Männer
| Rang | Athlet               | Punkte |
| ---- | -------------------- | ------ |
|      | Denis Abljasin       | 15.700 |
|      | Eleftherios Kosmidis | 15.533 |
|      | Daniel Purvis        | 15.400 |
|      | Alexander Shatilov   | 15.400 |
| 5    | Max Whitlock         | 15.333 |
|      | Dzmitry Barkalau     | 15.241 |
| 7    | Claudio Capelli      | 14.900 |
| 8    | Dawid Beljawski      | 14.866 |

| Rang | Athlet             | Punkte |
| ---- | ------------------ | ------ |
|      | Max Whitlock       | 16.166 |
|      | Krisztián Berki    | 15.633 |
|      | Saso Bertoncely    | 15.466 |
| 4    | Mykola Kuksenkow   | 15.333 |
| 5    | Oleh Wernjajew     | 14.133 |
| 6    | Andrej Lichawizki  | 14.000 |
| 7    | Filip Ude          | 13.766 |
| 8    | Vasili Mikhalitsyn | 13.266 |

| Rang | Athlet                 | Punkte |
| ---- | ---------------------- | ------ |
|      | Denis Abljasin         | 15.800 |
|      | Alexander Balandin     | 15.800 |
|      | Samir Ait Said         | 15.766 |
| 4    | Artur Tovmasyan        | 15.700 |
| 5    | Wahagn Dawtjan         | 15.600 |
|      | Eleftherios Petrounias | 15.600 |
| 7    | Ihor Radiwilow         | 15.033 |
| 8    | Yuri van Gelder        | 14.208 |

| Rang | Athlet          | Punkte |
| ---- | --------------- | ------ |
|      | Denis Abljasin  | 15.150 |
|      | Ihor Radiwilow  | 15.050 |
|      | Oleh Wernjajew  | 14.916 |
| 4    | Tomi Tuuha      | 14.833 |
|      | Casimir Schmidt | 14.833 |
| 6    | Andrey Medvedev | 14.733 |
| 7    | Michael Meier   | 14.233 |
| 8    | Jeffrey Wammes  | 6.800  |

| Rang | Athlet               | Punkte |
| ---- | -------------------- | ------ |
|      | Oleh Wernjajew       | 15.966 |
|      | Dawid Beljawski      | 15.566 |
|      | Epke Zonderland      | 15.533 |
| 4    | Marius Berbecar      | 14.966 |
| 5    | Mykola Kuksenkow     | 14.200 |
| 6    | Andrei Muntean       | 14.166 |
| 7    | Mitja Petkovsek      | 12.566 |
| 8    | Aliaksandr Tsarevich | 12.100 |

| Rang | Athlet           | Punkte |
| ---- | ---------------- | ------ |
|      | Epke Zonderland  | 15.866 |
|      | Sam Oldham       | 14.866 |
|      | Kristian Thomas  | 14.808 |
| 4    | Oliver Hegi      | 14.800 |
| 5    | Kristof Schroe   | 14.766 |
| 6    | Hamilton Sabot   | 14.500 |
| 7    | Maksym Semjankiw | 11.766 |
| 8    | Fabian Hambüchen | 5.125  |

### Gerätefinals Frauen
| Rang | Athletin           | Punkte |
| ---- | ------------------ | ------ |
|      | Giulia Steingruber | 14.666 |
|      | Anna Pawlowa       | 14.583 |
|      | Larisa Iordache    | 14.533 |
| 4    | Alla Sosnitskaya   | 14.449 |
| 5    | Janine Berger      | 14.399 |
| 6    | Claudia Fragapane  | 14.333 |
| 7    | Kim Bui            | 13.916 |
| 8    | Noemi Makra        | 13.362 |

| Rang | Athletin            | Punkte |
| ---- | ------------------- | ------ |
|      | Rebecca Downie      | 15.500 |
|      | Aliya Mustafina     | 15.266 |
|      | Marija Passeka      | 14.966 |
| 4    | Rebecca Tunney      | 14.933 |
| 5    | Sophie Scheder      | 14.733 |
| 6    | Larisa Iordache     | 14.533 |
| 7    | Kim Bui             | 14.400 |
| 8    | Roxana Popa Nedelcu | 14.266 |

| Rang | Athletin            | Punkte |
| ---- | ------------------- | ------ |
|      | Marija Charenkowa   | 14.933 |
|      | Larisa Iordache     | 14.800 |
|      | Aliya Mustafina     | 14.733 |
| 4    | Rebecca Downie      | 14.366 |
| 5    | Vanessa Ferrari     | 14.133 |
| 6    | Marta Pihan-Kulesza | 13.733 |
| 7    | Claire Martin       | 13.366 |
| 8    | Giulia Steingruber  | 13.200 |

| Rang | Athletin            | Punkte |
| ---- | ------------------- | ------ |
|      | Vanessa Ferrari     | 14.800 |
|      | Larisa Iordache     | 14.800 |
|      | Giulia Steingruber  | 14.500 |
| 4    | Marta Pihan-Kulesza | 14.400 |
|      | Diana Bulimar       | 14.400 |
| 6    | Alla Sosnitskaya    | 14.266 |
| 7    | Roxana Popa Nedelcu | 14.191 |
| 8    | Claudia Fragapane   | 14.133 |

## Medaillenspiegel
Stand: 25. Mai 2014 (Endstand nach 12 von 12 Wettbewerben)
|      |                        |      |        |        |        |
| Rang | Land                   | Gold | Silber | Bronze | Gesamt |
| 1    | Russland               | 5    | 1      | –      | 6      |
| 2    | Vereinigtes Königreich | 1    | 2      | 2      | 5      |
| 3    | Ukraine                | 1    | 1      | 2      | 4      |
| 4    | Niederlande            | 1    | –      | 1      | 2      |
| 5    | Griechenland           | –    | 1      | –      | 1      |
| 6    | Frankreich             | –    | –      | 1      | 1      |
|      | Ungarn                 | –    | –      | 1      | 1      |
|      | Israel                 | –    | –      | 1      | 1      |
|      | Slowenien              | –    | –      | 1      | 1      |

|      |                        |      |        |        |        |
| Rang | Land                   | Gold | Silber | Bronze | Gesamt |
| 1    | Rumänien               | 2    | 1      | 1      | 4      |
| 2    | Russland               | 1    | 1      | 2      | 4      |
| 3    | Vereinigtes Königreich | 1    | 1      | –      | 2      |
| 4    | Schweiz                | 1    | –      | 1      | 2      |
| 5    | Italien                | 1    | –      | –      | 1      |

|      |                        |      |        |        |        |
| Rang | Land                   | Gold | Silber | Bronze | Gesamt |
| 1    | Russland               | 6    | 2      | 2      | 10     |
| 2    | Vereinigtes Königreich | 2    | 3      | 2      | 7      |
| 3    | Rumänien               | 2    | 1      | 1      | 4      |
| 4    | Ukraine                | 1    | 1      | 2      | 4      |
| 5    | Schweiz                | 1    | –      | 1      | 2      |
|      | Niederlande            | 1    | –      | 1      | 2      |
| 7    | Italien                | 1    | –      | –      | 1      |
| 8    | Griechenland           | –    | 1      | –      | 1      |
| 9    | Frankreich             | –    | –      | 1      | 1      |
|      | Israel                 | –    | –      | 1      | 1      |
|      | Ungarn                 | –    | –      | 1      | 1      |
|      | Slowenien              | –    | –      | 1      | 1      |